# Bruno Clavet
Pour les articles homonymes, voir Clavet.
Bruno Clavet, né le 6 mai 1989 à Aubagne, est un homme politique français. Il est député de la troisième circonscription du Pas-de-Calais depuis 2024.

## Biographie
Bruno Clavet naît le 6 mai 1989 à Aubagne.
En 2009, il apparaît comme candidat dans l'émission X Factor avec son groupe de musique Parole d'un soir,.
Électeur de Nicolas Sarkozy en 2007, il vote pour Marine Le Pen en 2012 et rejoint son parti, le Front national, la même année.
Bruno Clavet - qui est ouvertement homosexuel - pose également pour plusieurs photos comme mannequin lingerie,. D'après Politis, il exerçait cette profession sous le nom de Bruno May en 2012 à New York. 
Il est tête de liste pour le FN aux élections municipales de 2014 dans le 3e arrondissement de Paris ; il obtient 4,99 % des voix.
En 2015, sa réaction face à l'agression de journalistes de Canal + lors d'un défilé du Front national est relayée par plusieurs médias. Bruno Clavet commente l'incident sur Twitter en ces termes : « Je suis déçu de la réaction des militants FN, ils auraient dû frapper plus fort », suivi des hastags « journalope » et « collabo ». Il ajoute, dans un autre tweet : « Je vois que les "babtous" bien-pensants fragiles s'indignent de mon cynisme... Tant mieux si cela les empêche de dormir »,,.
À l'occasion des élections municipales de 2020 dans le Pas-de-Calais, il est tête de liste à Lens. Obtenant 22,75 % des voix, il est battu dès le premier tour par le maire sortant. Il est élu conseiller communautaire de la communauté d'agglomération de Lens-Liévin et conseiller municipal de la ville.
Lors des élections régionales de 2021 dans les Hauts-de-France, il est en 9e position sur la section départementale du Pas-de-Calais. Il est élu conseiller régional.
Lors des élections législatives de 2022, il obtient 38,35 % des suffrages au premier tour ; il est battu au second tour face à Jean-Marc Tellier (PCF) avec 49,89 % des voix et 71 voix d'écart.
De nouveau candidat aux élections législatives de 2024 dans la troisième circonscription du Pas-de-Calais, il gagne dès le premier tour avec 52,4 % des voix contre le député sortant.
En raison de l'interdiction du cumul des mandats en France, il démissionne de son mandat de conseiller régional le 9 juillet 2024.

## Détail des fonctions et des mandats

### Mandats parlementaires
- Depuis le 18 juillet 2024 : député de la 3e circonscription du Pas-de-Calais

### Mandats locaux
- Depuis le 15 mars 2020 : conseiller communautaire de la communauté d'agglomération de Lens-Liévin (Pas-de-Calais)
- Depuis le 15 mars 2020 : conseiller municipal de Lens (Pas-de-Calais)
- Du 27 juin 2021 au 9 juillet 2024 : conseiller régional des Hauts-de-France